# Mustpank (Vaika)
Mustpank (Vaika) est une île d'Estonie, une des îles Vaika, un petit archipel situé en mer Baltique.

## Géographie
Située à l'Ouest de Vilsandi, elle fait partie du parc national de Vilsandi. 